# Mausama
Mausama (auf einer Karte Matusama) ist ein osttimoresischer Ort im Suco Ai-Assa (Verwaltungsamt Bobonaro, Gemeinde Bobonaro). Er liegt im Zentrum der Aldeia Ai-Assa, auf einem Bergrücken, auf einer Meereshöhe von 763 m. Nordwestlich liegt benachbart das Dorf Ai-Assa, der Hauptort des Sucos.
In Mausama befindet sich ein Friedhof.